# 0次元
数学において位相空間が（小さい帰納次元に関して）零次元（れいじげん）または 0 次元（ぜろじげん、英語: 0-dimensional）であるとは、空間の任意の点がその位相に関して開かつ閉な近傍からなる基本近傍系を持つことをいう。
あるいは空間の任意の開被覆が、その開集合からなる細分で「空間の各点が細分被覆に属するちょうど一つの開集合のみに属する」という条件を満足するものを持つとき、（ルベーグ被覆次元に関して）零次元であるという。応用上現れる空間のほとんどで（より具体的には、可分かつ距離化可能ならば）この二つの意味の「零次元」は一致する。
ハウスドルフ局所コンパクト空間が零次元であるための必要十分条件は、それが完全不連結であることである。